# Palettenschiff

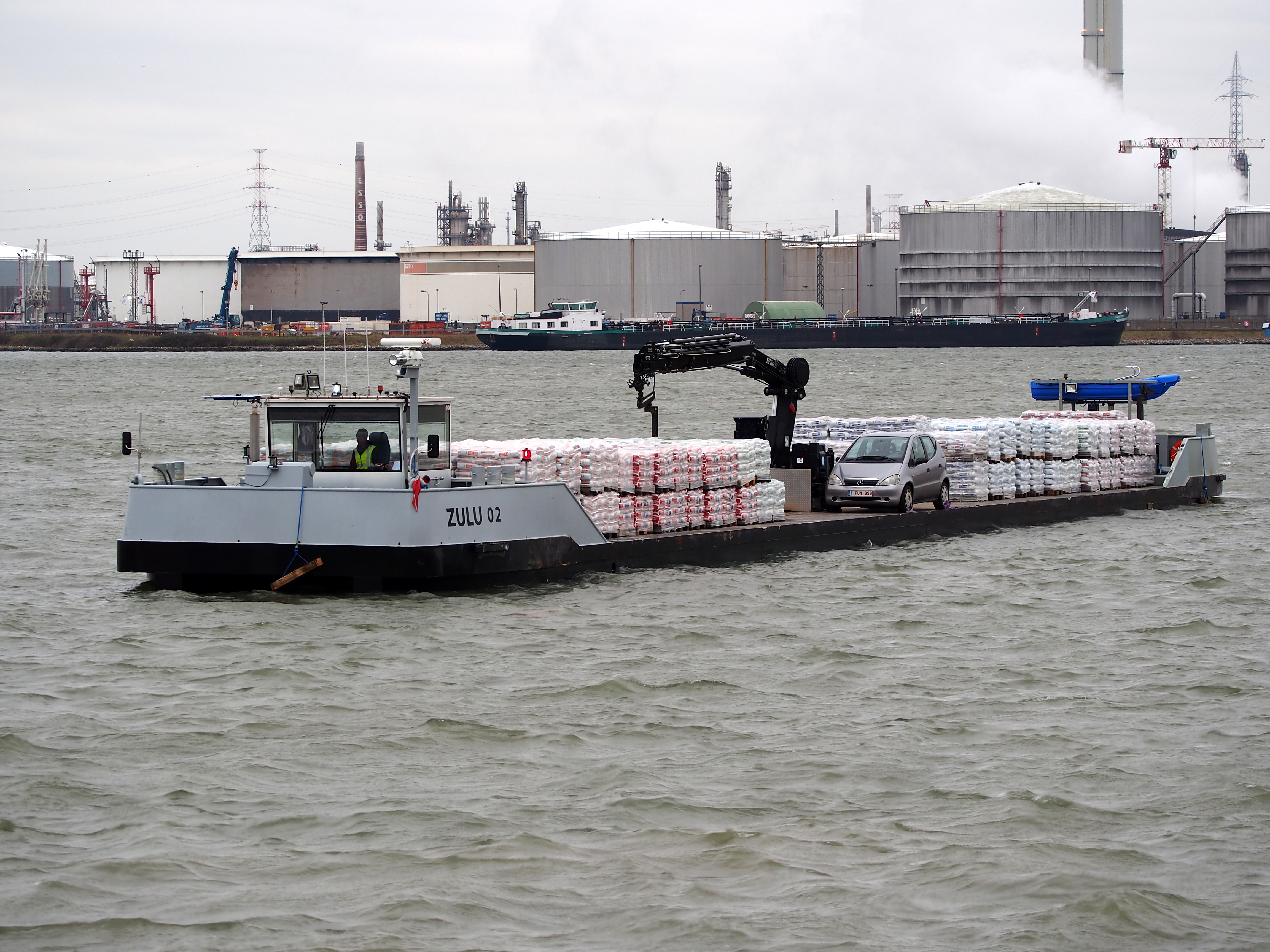
Palettenschiff Zulu 02

Ein Palettenschiff ist ein Frachtschiff, das speziell dafür konstruiert ist, die Ladung auf Paletten über Türen im Rumpf einzuladen. Die Paletten werden mit Gabelstaplern auf eine Plattform an der Tür des Schiffes gebracht und von anderen Gabelstaplern im Laderaum des Schiffes weitertransportiert. Bei den Paletten handelt es sich dabei nicht um Euro-Paletten, sondern um sogenannte Hafen-Paletten.
In der günstigsten Form wird die Ladung werkseitig auf die Palette verladen und dort sicher fixiert und per LKW oder Eisenbahn zum Hafen transportiert. Dort werden die Palettenladungen in einem Transitschuppen nach Schiffskapazitäten und Zielen zusammengefasst, und danach mit Gabelstaplern auf das Schiff verladen. Der Transfer vom Ufer ins Schiff erfolgt über die Seitentüren und zwischen den Decks mit Aufzügen. In allen Betriebsphasen bleibt die Ladung auf der Palette festgeschnallt, während sie mit einem Gabelstapler gehandhabt wird. Auch wenn nicht die gesamte Ladung im Werk palettiert wird, ist es möglich, die Ladung an einer beliebigen Stelle im System in den Warenfluss einzuführen, beispielsweise im Lager eines Spediteurs oder sogar im Transitschuppen.
Als Variante des Palettenschiffs sind die sogenannten Pallet Shuttle Barges Zulu 01 und Zulu 02 anzusehen, die im Bereich der holländischen Binnenschifffahrt eingesetzt werden und bei denen die Paletten nicht im Laderaum, sondern an Deck der hierfür speziell eingerichteten Schiffe gefahren werden.